# Spirinia tenuicauda
Spirinia tenuicauda är en rundmaskart som först beskrevs av Allgen 1959.  Spirinia tenuicauda ingår i släktet Spirinia och familjen Desmodoridae. Inga underarter finns listade i Catalogue of Life.